# Церковь Святого Иоанна Крестителя (Янгон)
Церковь Святого Иоанна Крестителя (арм. Սուրբ Հովհաննես Մկրտիչ եկեղեցի) — храм Армянской Апостольской церкви в городе Янгон, Бирма

## История церкви и армян в Бирме
В начале XVII века Персидское правительство начало массовое переселение армян из Восточной Армении, в основном из Нахиджевана, которых поселили в городе Нор-Джуга (Новая Джуга) под Исфаханом. В XVII веке, из-за тяжёлых условий, часть этих переселенцев из Восточной Армении, жившая теперь под Исфаханом, отправилась в Индию или Юго-Восточную Азию. Поселившись в основном на полуостровах Ява и Малакка (особенно остров Пенанг и город Малакка). Армян, обычно, принимали как европейцев, или как «белых». После I Мировой Войны многие эмигрировали с Явы и Малакки в Австралию.
Бирманских армян в течение долгого времени принимали как союзников. Армяне пережили Первую Бирманскую войну 1826 года, когда британцы захватили области Аракан и Тенассерим. Однако, британское завоевание Равнинной Бирмы — экономического сердца страны в 1852 году, привело к новой волне обвинений в том, что армяне Бирмы ведут антибританскую, и даже пророссийскую политику. Несмотря на все сложности, в 1862 году, на выделенной Королём Бирмы земле, была возведена армянская церковь Сурб Ованес Мкртич или Святого Иоанна Крестителя.
Согласно переписи в 1871—1872 гг. в британской Индии было 1250 армян, в основном в Калькутте, Дакке и Янгоне. В 1881 году — 1308 армян (из них 737 в Бенгалии, 466 в Бирме). В 1891 году — 1895 армян.
Армянская церковь Святого Иоанна Крестителя всё ещё находится по адресу «улица Аунг Кяв 66» (Aung Kyaw). Согласно данным, между 1851—1915 гг. в Бирме было крещено 76 армян; между 1855—1941 гг. сыграли свадьбу 237 армян; и между 1811—1921 гг. умерло более чем 300 армян.